# Peter Ihrie
Peter Ihrie (* 3. Februar 1796 in Easton, Pennsylvania; † 29. März 1871 ebenda) war ein US-amerikanischer Politiker. Zwischen 1829 und 1833 vertrat er den Bundesstaat Pennsylvania im US-Repräsentantenhaus.

## Werdegang
Peter Ihrie besuchte die öffentlichen Schulen seiner Heimat und studierte danach bis 1815 am Dickinson College in Carlisle. Nach einem anschließenden Jurastudium und seiner 1818 erfolgten Zulassung als Rechtsanwalt begann er in Easton in diesem Beruf zu arbeiten. In den 1820er Jahren schloss er sich der Bewegung um den späteren Präsidenten Andrew Jackson an und wurde Mitglied der von diesem 1828 gegründeten Demokratischen Partei. In den Jahren 1826 und 1827 war er Abgeordneter im Repräsentantenhaus von Pennsylvania.
Nach dem Rücktritt des Abgeordneten George Wolf wurde Ihrie bei der fälligen Nachwahl als dessen Nachfolger in das US-Repräsentantenhaus in Washington, D.C. gewählt, wo er am 13. Oktober 1829 sein neues Mandat antrat. Nach einer Wiederwahl konnte er bis zum 3. März 1833 im Kongress verbleiben. Seit dem Amtsantritt von Präsident Jackson im Jahr 1829 wurde innerhalb und außerhalb des Kongresses heftig über dessen Politik diskutiert. Dabei ging es um die umstrittene Durchsetzung des Indian Removal Act, den Konflikt mit dem Staat South Carolina, der in der Nullifikationskrise gipfelte, und die Bankenpolitik des Präsidenten.
Nach dem Ende seiner Zeit im US-Repräsentantenhaus war Peter Ihrie Vorstandsmitglied der Easton Bank. Im Jahr 1845 wurde er Brigadegeneral der Staatsmiliz. Politisch ist er nicht mehr in Erscheinung getreten. Er starb am 29. März 1871 in Easton.